# Vildmosens Opdyrkning, supplement
|  | Denne artikel er oprettet af botten Steenthbot ud fra en ekstern database. Den kan derfor have sproglige fejl eller mangler. Denne skabelon kan fjernes efter kontrol af indholdet. |

Vildmosens Opdyrkning, supplement er en dansk dokumentarisk optagelse fra 1920.

## Handling
Kreaturer og heste på marken. Kreaturhandler kigger på dyrene - der gives håndslag. Store Vildmoses placering på Danmarkskortet. Arealet udgør ca. 5000 ha. Mændene går på jagt i vildmosen, mens børnene plukker bær. Der holdes festlig frokost i det grønne. Optagelser fra kontor, hvor mænd måler op og tegner kort. Nærbillede af et afvandingskort over Store Vildmose.